# Sogerianthe cupuliformis
Sogerianthe cupuliformis är en tvåhjärtbladig växtart som beskrevs av Bryan Alwyn Barlow. Sogerianthe cupuliformis ingår i släktet Sogerianthe och familjen Loranthaceae. Inga underarter finns listade i Catalogue of Life.